# Пісочник довголистий
Пісочник довголистий (Eremogone longifolia) — вид квіткових рослин родини гвоздикових (Caryophyllaceae).

## Біоморфологічна характеристика
Це багаторічна рослина 20–40 см заввишки, без запушення. Прикореневі листки 15–20 см завдовжки, стеблові — 5–10 см. Чашолистки 2–2.5 мм завдовжки, з гострим кілем на спинці. Пелюстки в 2 рази довші за чашолистки. Коробочки довгасто-яйцеподібні, 4–5 мм завдовжки.

## Поширення
Росте у Євразії від України до Монголії.
В Україні вид росте на степових і трав'янистих схилах — у Лісостепу, спорадично; у Степу, рідко.